# Ambrose Burnside
Ambrose Everett Burnside (Liberty (Indiana), 23 mei 1824 - Bristol  (Rhode Island)
, 13 september 1881) was een Amerikaans spoorwegmagnaat, industrieel, gouverneur van Rhode Island en senator. Als Noordelijk generaal in de Amerikaanse Burgeroorlog werd hij vernietigend verslagen in de Slag bij Fredericksburg. Desondanks bleef hij de hele oorlog actief als generaal én zeer populair.
De Engelse term sideburns voor extreem-gegroeide bakkebaarden is afgeleid van zijn naam.

## Militaire loopbaan
- Second Lieutenant: 1847
- First Lieutenant: 12 december 1851
- Captain
- Lieutenant Colonel
- Colonel: 2 mei 1861
- Brigadier General: 6 augustus 1861
- Major General: 18 maart 1862

## Decoraties
- Military Order of the Loyal Legion of the United States[2]